# Bywell St Andrew
Bywell St Andrew var en civil parish fram till 1887 när den uppgick i civil parishes Bywell, Bearl, and Newton Hall, i grevskapet Northumberland i England. Civil parish var belägen 7 km från Corbridge och hade 16 invånare år 1881.